# 海輝道公園

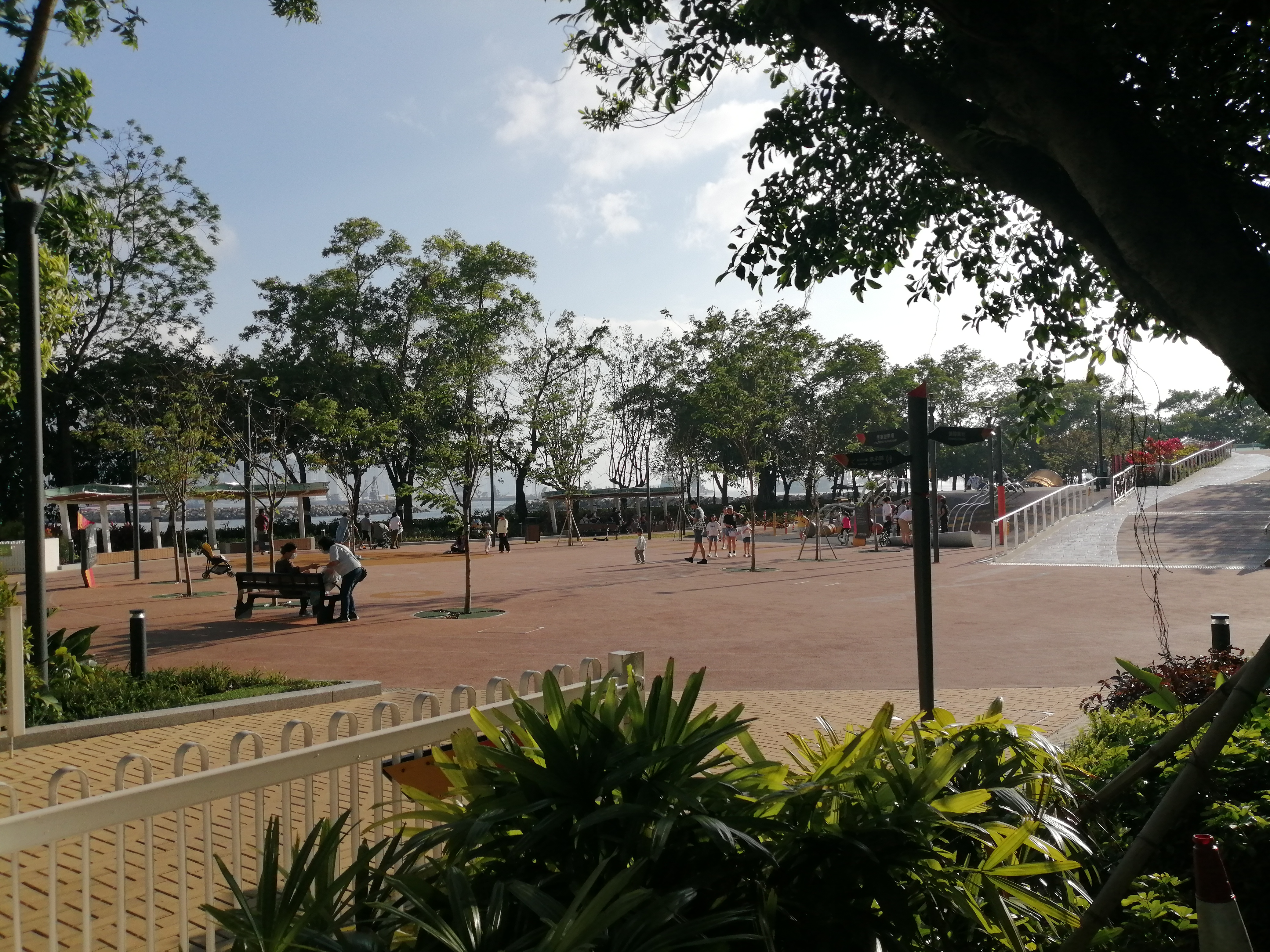
大角咀海輝道公園

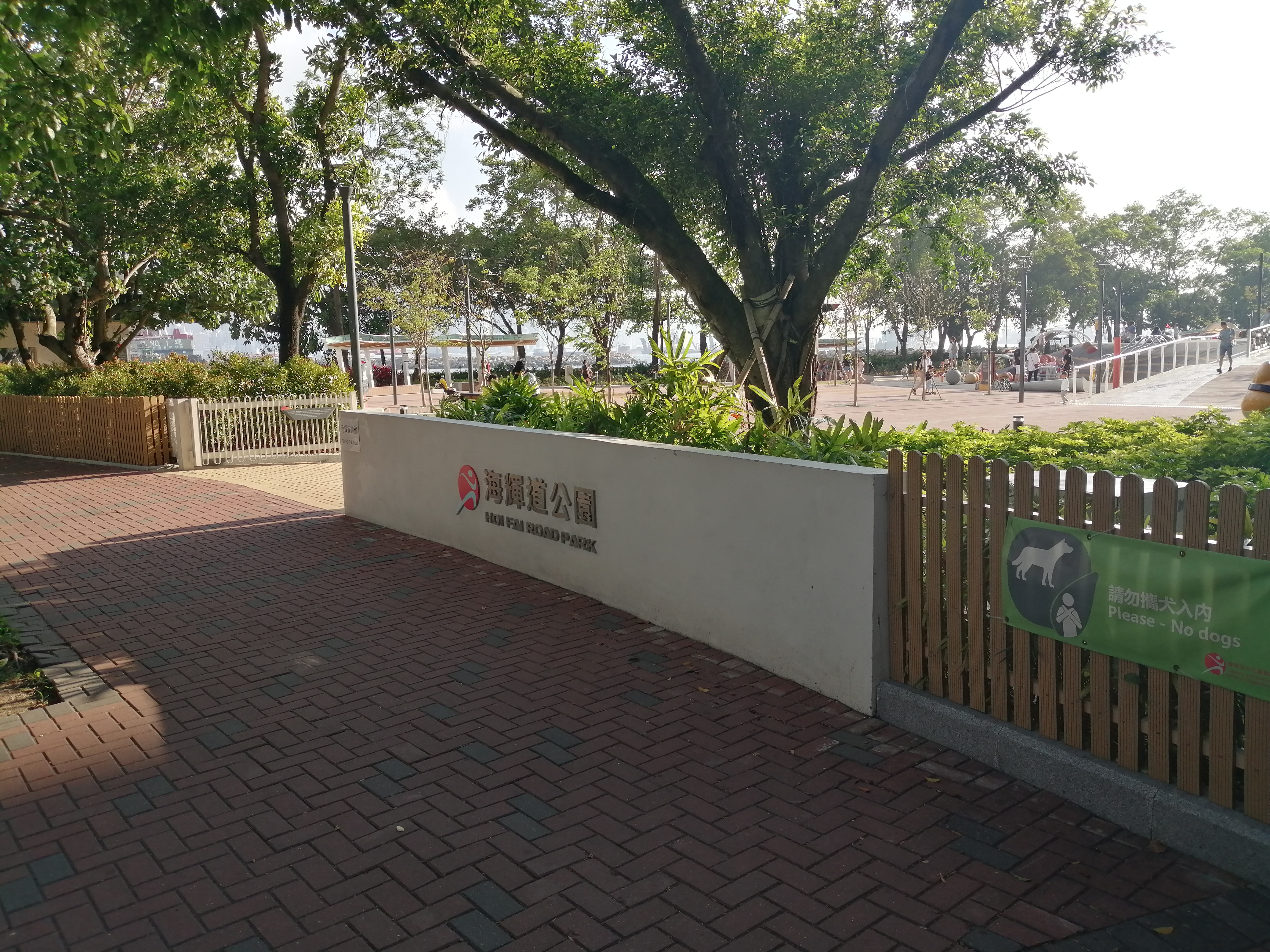
海輝道公園招牌

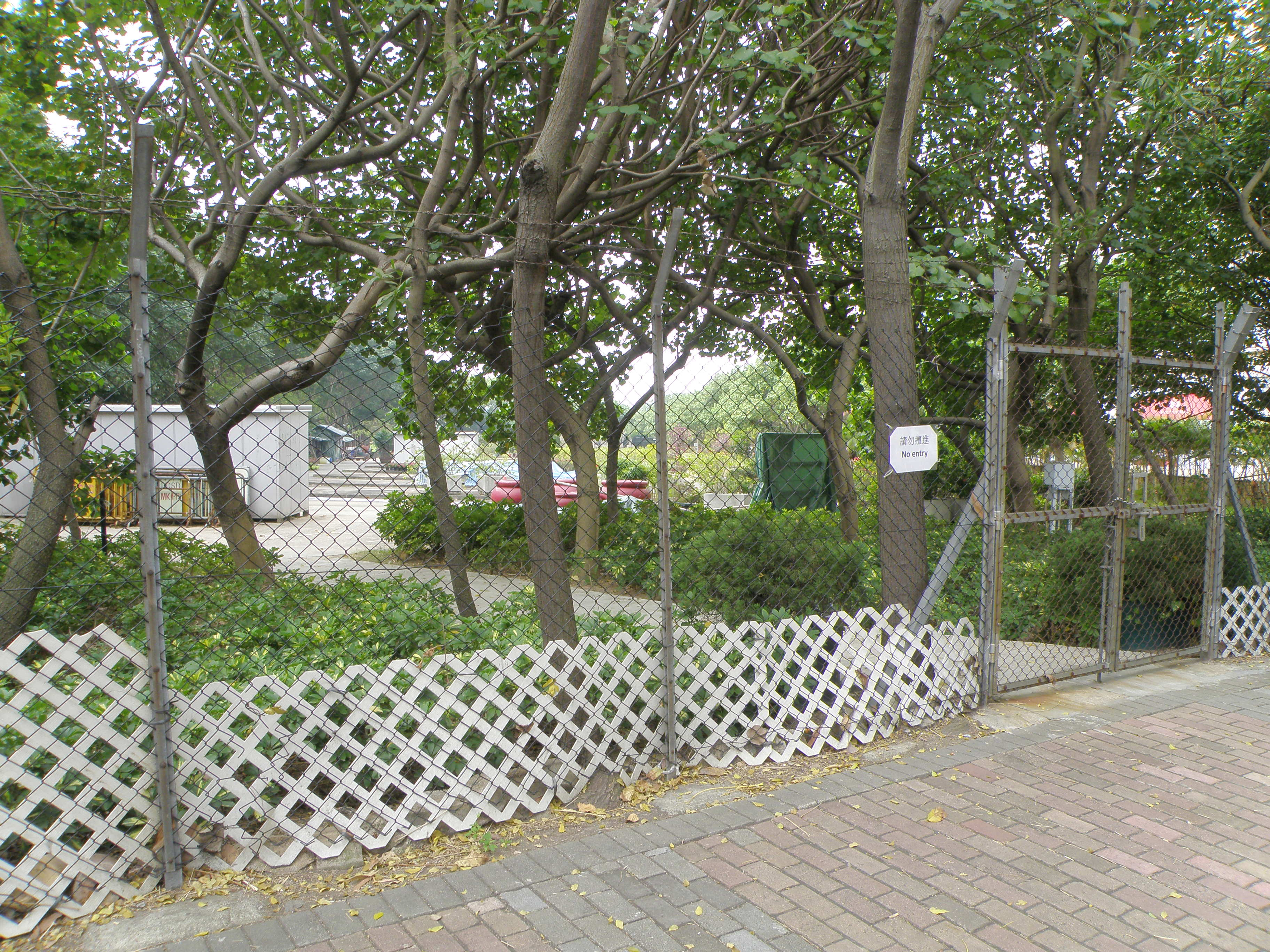
擬定興建奧運公園的位置，現時已經興建海輝道公園。大角咀臨時巴士總站遺址之混凝土地台仍然存在，現作放置花盆及垃圾桶等雜物，盆栽由園藝工人打理

海輝道公園（英語：Hoi Fai Road Park）是香港一座的公園，位於九龍前大角咀臨時巴士總站舊址，位於新油麻地避風塘，近港鐵奧運站，毗鄰一號銀海和海輝道，佔地7,300平方米。公園原定以「奧運公園」為名，並作主題公園之用，以北京奧運為主題的公共休憩空間，用以紀念香港曾經為北京奧運的協辦城市之一。截至2016年3月，奧運公園仍然未動工，康樂及文化事務署發言人表示署方正循香港政府的工務工程的既定程序申請撥款，待獲得撥款及完成投標程序後，有關建築工程就會展開。最終奧運公園改以海輝道公園之名於2024年4月落成開放，但設計有所不同。

## 歷史
2000年代，共建奧運主題社區大聯盟向康樂及文化事務署提出「奧運主題社區」構思方案，獲得後者接納。2010年2月，油尖旺區議會社區建設委員會同意在大角咀巴士總站舊址之休憩用地興建一座融合奧林匹克運動會元素的公園。同年5月，康樂及文化事務署與顧問公司就公園的設計進行商討，有關部門於2011年就此諮詢海濱事務委員會。
2011年，康樂及文化事務署表示正在循政府工務工程的既定程序申請撥款，至獲得撥款及完成投標程序後，有關工程就展開，預計於2014年竣工。選址西北面是一條500米長的海濱長廊，其中400米由位於附近的樓盤的發展商於2011年前建成，剩餘100米部分亦於2012年啟用。
最終公園用地以海輝道公園之名於2024年4月10日起開放。該公園佔地約9,500平方米，由大角咀海輝道花園及海輝道休憩用地合併而成。公園提供一系列康體設施，包括觀景平台、緩跑徑、設有智能健體設施的健身園地以及適合不同年齡兒童的多元共融兒童遊樂場等設施。
海輝道公園的設計概念融合了奧林匹克運動會元素。在公園遊樂場的地面上，印有點燃聖火的圖案；公園中，有涼亭融合游泳池的概念設計，涼亭天花有泳手比賽的圖案。

## 建築
根據2011年文件，奧運公園建築主題將以架空平台方式設計，以紅白色作為主調，配合京奧特色，由地面至平台通道兩側，印有京奧經典時刻的照片等。另外，園內將有巨型火炬雕塑、北京奧運的吉祥物、緩跑徑、太極場地和多項健身設施等等。此外，園內亦有園觀區、飲水機、洗手間和育嬰室等基本設施。